# Dehlingen
Dehlingen település Franciaországban, Bas-Rhin megyében. Lakosainak száma 344 fő (2022. január 1.). Dehlingen Kalhausen, Rahling, Schmittviller, Butten, Lorentzen, Oermingen és Vœllerdingen községekkel határos.

## Népesség
A település népességének változása:
| Lakosok száma | 367  | 362  | 368  | 360  | 360  | 351  | 349  | 347  | 344  |
|               | 2013 | 2015 | 2016 | 2017 | 2018 | 2019 | 2020 | 2021 | 2022 |